# Helichrysum pamphylicum
Helichrysum pamphylicum là một loài thực vật có hoa trong họ Cúc. Loài này được P.H.Davis & Kupicha mô tả khoa học đầu tiên năm 1975.